# 臺灣布袋戲
布袋戲的發展以臺灣最為蓬勃，布袋戲在臺灣所扮演的角色，與宗教信仰、天地神人關係、經濟時令、文化價值的傳承與維繫既定社會階層的穩定性有相當緊密的關聯性。

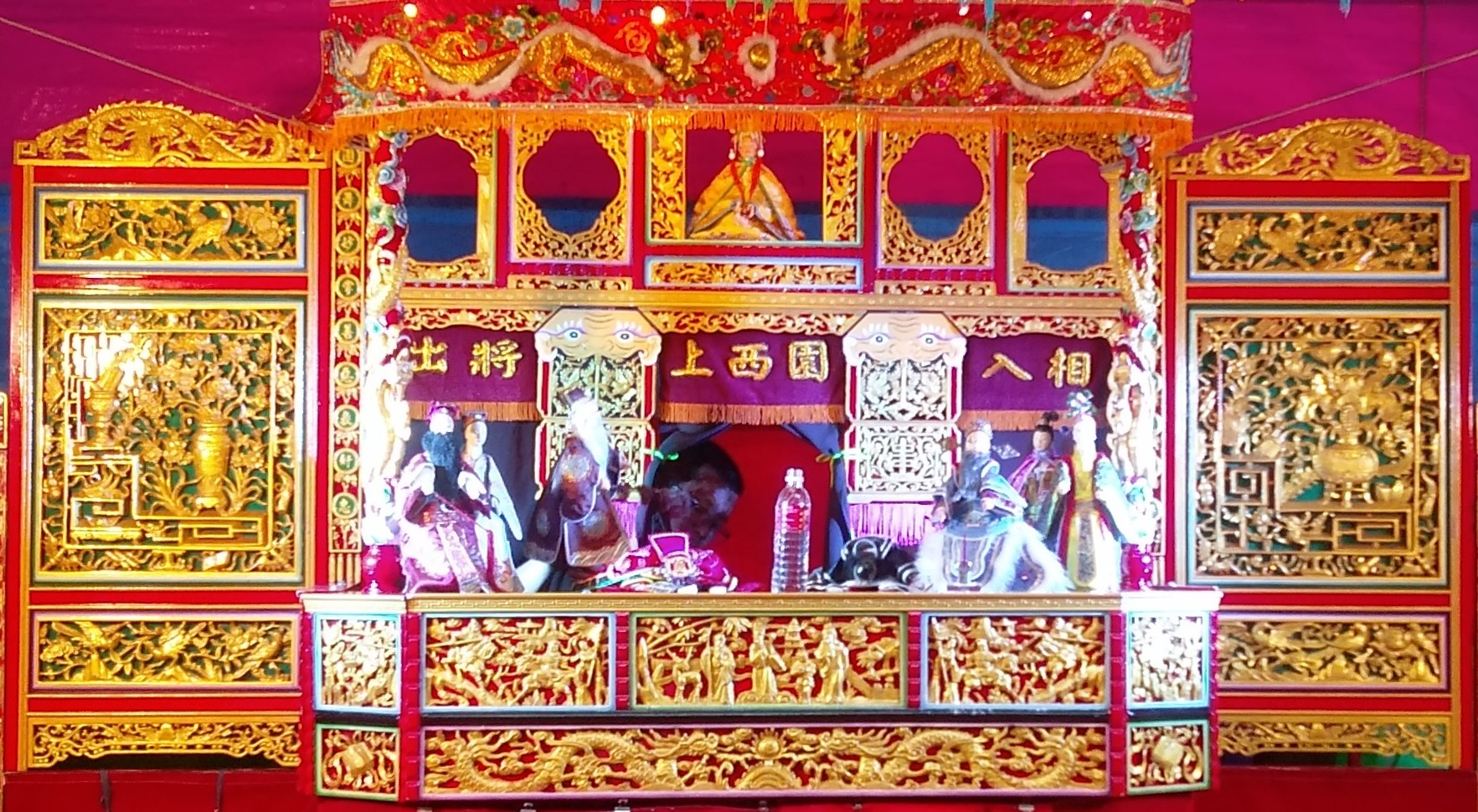
「彩樓」戲台為布袋戲最傳統的戲台

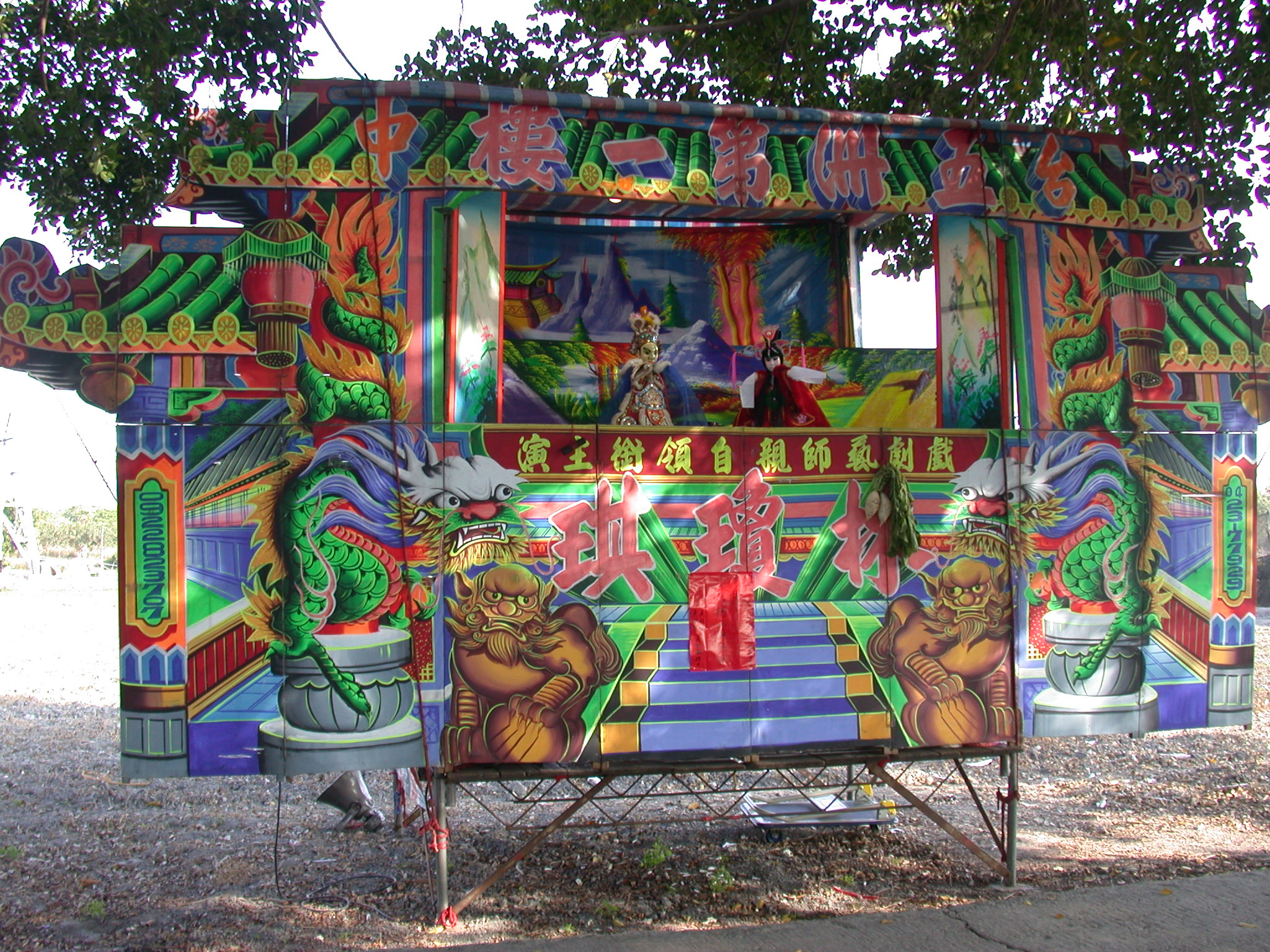
彩繪佈景布袋戲台

## 沿革
在臺灣，早年許多從閩南（漳州、泉州）流傳過來、保留一百多年沒被破壞的社會架構及傳統語言（河洛語）流傳，提供布袋戲一個良好的研究與展演環境，這是讓偶戲蓬勃香火延續了四、五代之久的主要原因。

### 二次大戰以前
1750年代，大量漢族閩南移民進入台灣，布袋戲也隨之傳入，其劇本以古書、演義小說等為主，被稱作古冊戲，口白較則文雅多詩詞，講求動作的細緻性，伴奏音樂以南管音樂、北管音樂為主。根據《台灣省通誌卷》學藝藝術篇，南管布袋戲是台灣最早的布袋戲。這一類型的布袋戲後來雖不再是主流，仍存在於尤其臺北地區的少數劇團中，如小西園、亦宛然等。
1920年代，以武俠戲為主的布袋戲逐漸在民間發展，其與傳統布袋戲主要的不同在於劇情上，多採用清末民初新著的武俠小說，例如《七俠五義》、《小五義》等。因其表現手法重視各種奇特劍招與武功的展現為主，故稱為劍俠布袋戲。而劍俠戲的代表人物為五州園的黃海岱和新興閣的鍾任祥，黃海岱曾向虎尾二高林國仲之徒林禾順學習縱鶴拳，鍾任祥曾向西螺振興社蔡秋風之徒蔡樹叢學習金鷹拳。
1930年代，台灣總督府推行皇民化運動，布袋戲也因為皇民化運動而有了改變，包括後場禁用中國傳統的北管鑼鼓、改用西樂，戲偶雜用中、日式戲服和戲偶，其劇目常為《鞍馬天狗》、《猿飛佐助》、《水戶黃門》、《血染燈台》等日式劇本；戲偶多為日本服飾造型。演出則以日語演出。雖然此種皇民化布袋戲因語言文化的隔閡，不被台灣大眾接受，但其中的一些表現手法，影響了後來金光布袋戲的演出方式，包括音樂、布景等。

### 金光布袋戲時期
戰後的1950年代，金光戲開始在中南部各地的野台戲中開始發展。除了在劇情上仍延續劍俠戲時期的武俠內容外，也開始新創劇情及主角。另外，在戲劇之外的表現手法上，金光戲採用華麗的布景、金光閃閃的戲服，並以燈光或其他特效來增加武打的效果。
布袋戲是中國重要的戲劇之一，於清代中葉由泉州、漳洲、潮洲等地傳至台灣，離今已有二百多年的歷史，雖說是源自於中國，但進入台灣後，卻因台灣的政治變遷、經濟發展、外來文化、社會風俗、科技進步等之影響，使得布袋戲在台灣的發展獨樹一格，甚至產生了相當劇烈的變格，嚴然已與中國大陸之布袋戲有很大的不同。
國民黨來台初期發生二二八事件後，讓國民政府對於人民的公然聚會相當的敏感，並於民國三十八年實施戒嚴令，禁止布袋戲外台的演出，也因此讓布袋戲轉入內台發展，開啟布袋戲多元發展的一頁。此時的布袋戲由原本的演給神看的民間傳統藝術，轉形成了收門票演給人看的商業表演。布袋戲在進入內台後，民國三十六年李天祿由上海帶回一部清宮秘史三百年小說，內容主要以少林俗家弟子方世玉等人的故事，大受歡迎，但後來續集中斷，只好開始轉由自行編劇，其中吳天來更是其中的翹楚，當時的新興閣團主鐘任祥就是看上了吳天來出神入化的編劇能力向李天祿商借改編劇本，而且鐘任祥本身又有學習七崁功夫的底子，把整個劇本和動作轉化到木偶上，開創了另一片布袋戲新開端，推出了「大俠百草翁」、「奇影怪俠」、「三鬼童血戰異人天」，可說是金光布袋戲劇本的始祖。
民國五十年代開始是金光布袋戲發展的全盛時期，由原本的以酬神為主的戲棚布袋戲轉入內台演出，劇團能否經營下去，完全以票房的表現來決定。在劇情、木偶、舞台效果上，都開始加入不同的元素，也使用黑膠唱片替代傳統的後台鑼鈸，大量的使用東西洋音樂、電影配樂使得整體的戲劇效果增色不少，也因為音樂的加入也為整個戲劇加入了更生動的聲光剌激，成為台灣布袋劇特有的發展，且各不同的劇團都有不同的劇目與主角的創造，而當時真正把金光布袋戲發揚光大的主要以虎尾五洲派與西螺新興閣這二個全省最大的門派，也是演出內台最多的派系，後來由陳俊然先生的南投新世界的加入也為金光布袋戲寫下更多元的一頁。
當時活耀於戲院中的劇團很多，以地區別來分及其演出主要劇目，南北二路金光戲的五虎將：
| 主演   | 團名             | 主要劇目                                                   |
| ------ | ---------------- | ---------------------------------------------------------- |
| 鄭一雄 | 新港寶五洲       | 南北風雲仇                                                 |
| 陳俊然 | 南投新世界       | 武林鐵漢南俠翻山虎、江湖八大俠、紅黑巾傳奇                 |
| 黃俊卿 | 虎尾五洲園第二團 | 奇俠怪老人、橫掃江湖黑眼鏡                                 |
| 鄭武雄 | 嘉義光興閣       | 大俠百草翁、鬼谷子一生傳、六丸老和尚、大俠一江山、斯文怪客 |
| 廖英啟 | 西螺進興閣       | 大俠一江山、六丸老和尚                                     |

金光戲的前身可說是劍俠戲、而劍俠戲的基礎是來自於古冊戲，金光戲的劇本不論其獨特性和後來甚至是怪誕陸離的結合，都是源由自於這些基礎，所以在這些著名的藝師身上都是由基礎的學習而來，對於古冊戲都已經到了一定的能力對於他們後來的金光戲的演出有必然的影響，也可以看出演出者的功力。
金光戲劇本各派系與地方的不同，各有其發展，但無論如何發展與當時的社會、人文、經濟、政治、風俗都有著相關的作用，因金光戲為當時人民少數的娛樂和休閒活動之一，也常是人民對於當時的政治情勢與社會情緒的書發管道，也因此有相當多元的劇本產出，當時在劇本的編寫經常是由排劇仙來進行，當時有名的有吳天來與較後期的陳明華，也因為排戲的人不多，相對的就造成演出的藝師在無法等待的情形下，必須自己開始進行撰寫劇本，而可以編、導、演的藝師在當時並不多，其主要原因可能有一：藝人普遍識字不多，二：布袋戲用閩南語演出，文字化不太容易， 但也因此更可以看出當時可以編寫劇本的藝人需要有一定的教育水準對於漢文的撰寫有一定的能力。
金光布袋戲曾經一度被視為不入流、非傳統的文化，布袋戲學者江武昌就曾發表文章為金光布袋戲平反，文章中提到金光布袋戲是台灣布袋戲發展史上具有特色與台灣代表性的表演形式。站在藝術的立場，金光布袋戲的燈光、舞台使用和氣氛的塑造，編劇、音樂、人物角色的創造性，都有其特點和值得學習的地方。在商業劇場內，燈光、舞台之炫麗、幻化，對布袋戲而言，本是自然的發展，(江武昌撰寫大俠百草翁──為「金光布袋戲」平反本文原載於《聯合報》文化版（民國八十二年六月五日）)也因此在民國八十二年在關渡藝術學院的布袋戲匯演時邀請了南北二路金光戲的五虎將同時為閣派五虎將之一的嘉義光興閣鄭武雄，來為金光布袋戲正名，以鬼谷子一生傳劇目演出。
在音樂方面，不少劇團改以唱片播放的方式取代了傳統的後臺音樂。此時期的主要代表人物有五州園第二代的黃俊雄和新興閣第五代的鍾任壁。黃俊雄的布袋戲，將戲偶大小由原本的一尺二最後加大到三尺三，並隨後布袋戲帶入電視界。鍾任壁在22歲時自組新興閣第二團，曾在嘉義市文化戲院等戲院首演。之後，內台戲於1970年代蔚為風氣。

### 無線電視布袋戲時期
1960年代初期，電影戲院演出布袋戲相當普遍，野台金光布袋戲也仍是鄉村地區的重要娛樂之一。而讓台灣布袋戲受到歡迎的是無線電視的發展。1962年11月15日至1962年12月27日，當時台灣唯一的無線電視台－台灣電視公司播出李天祿亦宛然掌中劇團演出之三國志紀錄影片，這是布袋戲首度登上小螢幕。1965年4月，該公司亦邀請明虛實掌中戲班以「國語」配音的童話「水仙宮主」戲碼，正式演出第一齣的「電視布袋戲」。不過雖說李天祿開創電視布袋戲先河，但是一般認為，而真正讓布袋戲能進軍小螢幕的關鍵人物是將「金光戲」搬上電視的黃俊雄。
早在1960年代初期，黃海岱漸漸交棒給其子黃俊卿與黃俊雄。其中黃俊雄戲偶、聲光效果與音樂的創新，更讓他成為布袋戲內台戲的翹楚。1970年3月2日，黃俊雄率領的真五洲劇團將本來於戲院上映的內台戲雲洲大儒俠首度於台灣的無線電視台演出。因音樂新穎，口白典雅，加上劇情緊湊與聲光效果驚人，在爾後四年內連演583集。不但如此，還曾締造全台灣97%的電視超高收視率。1973年，政府以推行國語的名義，開始要求布袋戲改為國語配音。1974年6月16日，政府遂以「推行國語」及「妨害農工正常作息」為理由，禁止無線電視台播出雲州大儒俠與所有的電視布袋戲演出。
1974年之後數年，新聞局持續限制播出電視布袋戲。但在民意及商業需要下，國民黨政府從1981年開始，逐漸開放當時僅有三台的無線電視台的少量時段供布袋戲演出，不過仍嚴限同時只能有一家電視台播出，且要求以國語配音替代閩南語。然而由於語言因時代有諸多的演化變異，以國語吟誦布袋戲口白精髓的古詩詞時，平仄較為平板又音韻較不諧和，因此反而使得觀眾更流失。1980年代中期，真五洲園劇團的黃俊雄逐漸交棒給第三代的黃文擇、黃強華與黃文耀。其中，黃文擇跟黃強華在接續了父親黃俊雄雲洲大儒俠的系列以後，開創日後聲名大噪的霹靂布袋戲。惟1980年代起布袋戲雖可復播，但由於當時政府對演出內容的種種限制跟審查，造成大量戲迷與觀眾的流失，所以從1988年開始，各電視布袋戲的表演重心皆轉往錄影帶出租市場與內外台戲。
電視布袋戲時期，是現代布袋戲影響台灣最深的階段。不僅高達97%超高實質收視率一時造成社會話題，甚至連劇中的許多人物，至今仍影響台灣民眾的生活習慣。比方模仿布袋戲，而在現實中由真人扮演的孝女白瓊，現今仍是部分台灣民間道教喪禮中常見的科儀角色。又比方，若有政治人物在背後操縱事件，台灣輿論會說此人是藏鏡人。然而孝女白瓊與藏鏡人，都僅是當時電視布袋戲的角色之一。

### 影音媒體及獨立電視台時期
1980年代後期，由於中華民國政府大幅解除國外媒體限制，台灣傳統布袋戲發展漸漸受到台灣境外傳入的娛樂文化影響，外臺戲的野台戲戲團數量從全盛的千餘團萎縮到三百餘團，其中且多為非實際演出的掛名劇團。因為觀眾減少，就連有專屬後場之布袋戲團演出機會也銳減，營運上更多為赤字。雖然如此，但仍有些有心人以學校社團等形式經營，努力保存傳統布袋戲文化，其中李天祿與鍾任壁等傳統布袋戲藝師為此做出了重大的貢獻，新興閣鍾任壁甚至正式受邀至大學開課教授「布袋戲技藝」，首開台灣劇團之先例。
相較台灣傳統布袋戲劇團與觀眾大幅減少，電視布袋戲於1980年代獲得較大進展。1988年，在無線電視發展遇到瓶頸的黃文擇與黃強華兩兄弟以美地塢廣播電視節目錄製有限公司為踏板，轉入錄影帶租售市場，發行以出租為主的「霹靂」系列的布袋戲。該劇團在錄影帶戲劇製作上強化運鏡敘事技術與專業編劇的努力，讓該布袋戲劇集約有一百萬人次的固定租閱觀眾，佔台灣全台灣影音租售率10%。1990年代之後，數家布袋戲劇團也陸續仿效。
1993年，霹靂亦成立首家以布袋戲播放為核心的獨立電視台「霹靂衛星電視台」。營運模式，是將下檔的租售用布袋戲錄影帶，於一段時間後，於該頻道播出。除了將傳統布袋戲推向諸如光碟、有線電視媒體之外，台灣布袋戲也嘗試進軍大螢幕。其中最負盛名為1997年製作的電影「聖石傳說」，該片不但於2000年之台灣最佳本地電影，也於隨後外銷美國與日本。
此階段的傳統布袋戲雖已沒落，但相對的，提昇製片水準與品質的電視布袋戲卻藉由錄影帶、VCD、DVD、有線電視等影音媒體，增加布袋戲的收視觀眾。2005年，台灣電視布袋戲整體產值已提升到4000萬美金以上，影音出租一百萬人次，「有線電視台收視戶更達350萬戶以上」。不僅如此，各項衍伸自布袋戲的周邊商品或演出於台灣甚至成為一種熱潮，如同人誌販售會經常有的Cosplay活動就會出現布袋戲人物，而這一熱潮目前也開始逐漸蔓延到中國大陸。

## 著名劇團

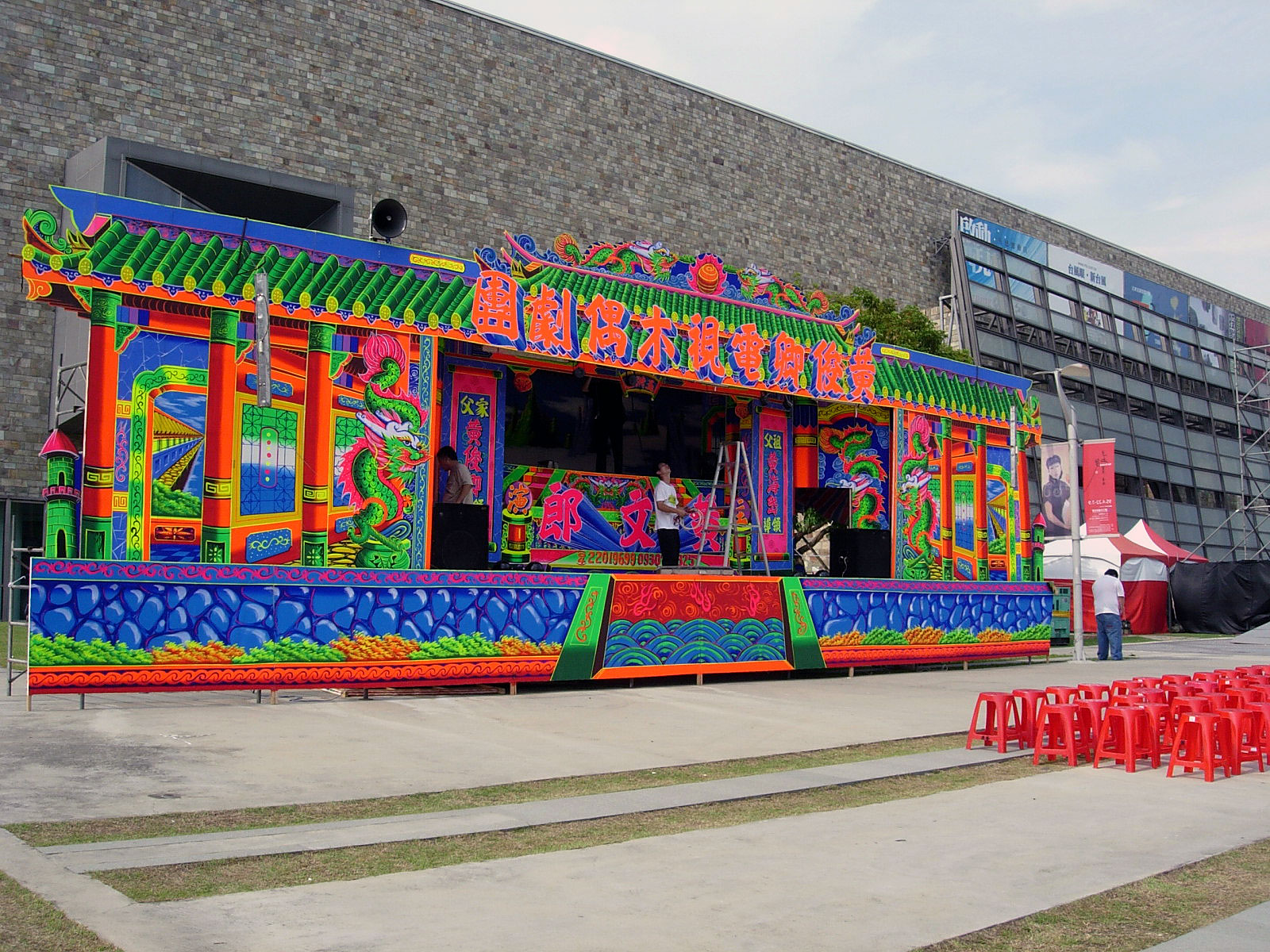
黃海岱長子黃俊卿劇團在台中國立美術館展示的布袋戲舞台

臺灣過去的布袋戲師承以父傳子，或收徒制，後來也發展出劇團與各級學校社團合作，也有相關的布袋戲研習營供一般民眾參加，也已經有布袋戲團受邀至大學正式授課。而漳州與泉州的大型布袋劇團則通常由中國政府支助經費。
日治時期皇民化運動後的台灣布袋戲僅有黃海岱的「五洲園」、鍾任祥的「新興」、邱金墻的「旭勝座」、蘇本地的「東光」、姬文泊的「福光」等五單位共七團編組為「演劇挺身隊」，演出場合也是日本政府安排配的戲院，戲碼是日本武士道的劇情。而其他布袋戲班都遭日本政府禁演。

### 五洲園
五洲園的創始人是黃海岱，直到1945年戰後，五洲園漸漸成為台灣具勢力的布袋戲團。1960年代初期，黃海岱開始交棒給其子黃俊卿與二子黃俊雄。
五洲園為金光布袋戲的始祖，後發展為眾多劇團：

五洲園本團由長子黃俊卿繼承，現團本部位於台中，仍保留傳統舞台演出形式。

二子黃俊雄後另成立五洲園第三分團，後改為真五洲劇團，日後再轉型為金光布袋戲，知名的《雲州大儒俠》即由金光布袋戲製作，至此已脫離傳統野台表演的形式而轉為以電視等平面媒體作為主要播出媒介。

日後從金光又分出霹靂布袋戲和天宇布袋戲。

#### 金光
黃俊雄、黃立綱

#### 霹靂
黃強華、黃文擇

#### 天宇
黃文耀

### 光興閣掌中劇團
光興閣掌中劇團於民國51年創立，為彰化縣內第一個進劇場售票演出的布袋戲團隊，第一代團長鄭武雄先生師承二百年歷史的西螺新興閣劇團，將要角「大俠百草翁」獨自發展出笑料大師鄭武雄式風格創作，奠定其布袋戲黃金時代的重要代表人物。接手的第二代團長鄭成龍(本名：林宏憲)，致力延續老團長的劇本精華，近年來融合現代劇場專業多媒體聲光技術與時俱進，成為彰化第一團獲得國立傳藝中心傳統藝術開枝散葉系列計畫的掌中劇團，不僅連年得到彰化縣傑出演藝團隊及國家藝術基金會等公部門的補助外，近年更獲得布袋戲界的奧斯卡獎-雲林國際偶戲節金掌獎肯定。

### 亦宛然
由李天祿成立。

##### 巧宛然
巧宛然掌中劇團於1988年、由李天祿成立，為目前台灣歷史最久之兒童布袋戲團。演出時採用傳統表現形式，前場操偶、後場配樂都是9至12歲的兒童擔綱，時常安排於世界各地演出。

### 新五洲掌中劇團
創始人 ：陳光榮
布袋戲業界尊敬的大頭仙陳光榮師於2019年農曆七月一日仙逝,其子陳昭安傳承父親臺中「新五洲」陳光榮，後於2001年組「新五洲第二團」。曾於校園、藝文館舍及廟宇製演《三國演義》系列文化場。

### 中國掌中劇團
現已改名新中國李銘芳布袋戲,該劇團團主要以傳統廟口野台戲為主，並於80年代時在彰化縣的和美鎮、線西鄉、伸港鄉以尼山大儒俠小顏回正傳轟動，同時該劇團團主也是少數能自行獨立製作戲偶盔帽、木偶服飾的師傅

## 戲偶製作
台灣布袋戲偶雕刻師有徐析森、徐炳標、徐柄垣、徐世河、徐辰儀、許協榮、許振舜、許三、許献章、許金杖、許金棒、許明遠、蘇明雄、蘇明福、周有林、潘德霖、鄭寶林、林志明、陳忠榮、徐炎、徐炎卿、沈春福、蔡竹旺、歐建元、徐敬文、江琛、邱文福、潮州君皇、洪聰、林俊和、邱端正、蘇軒賓等人。
戲偶盔帽製作師傅有陳錫煌、蘇志榮。

## 外部連結
- 布袋戲主題知識網 （页面存档备份，存于），國立傳統藝術中心
- 五洲園掌中劇團
- 金光布袋戲 （页面存档备份，存于）